# Lipowka (Kaliningrad, Polessk)
Lipowka (russisch Липовка, deutsch Stenken) ist ein Ort in der russischen Oblast Kaliningrad. Er gehört zur kommunalen Selbstverwaltungseinheit Stadtkreis Polessk im Rajon Polessk.

## Geographische Lage
Lipowka liegt zwölf Kilometer südwestlich der Stadt Polessk (Labiau) südöstlich der Regionalstraße 27A-024 (ex A 190) und ist von der davon in Pridoroschnoje (Neu Droosden) abzweigenden Kommunalstraße 27K-071 nach Saretschje (Kaymen) über eine Stichstraße zu erreichen. Die westliche Ortsgrenze ist zugleich die Grenze zum Rajon Gurjewsk. Die nächste Bahnstation befindet sich in Dobrino (Nautzken) an der Bahnstrecke Kaliningrad–Sowetsk (Königsberg–Tilsit).

## Geschichte
Das einst aus mehreren kleinen Höfen bestehende Gutsdorf Stenken wurde im Jahre 1874 in den neu errichteten Amtsbezirk Bendiesen (russisch: Dalneje, heute nicht mehr existent) eingegliedert, der bis 1945 bestand und zum Kreis Labiau im Regierungsbezirk Königsberg der preußischen Provinz Ostpreußen gehörte. Im Jahre 1910 lebten im Gutsbezirk Stenken 82 Menschen.
Am 30. September 1928 schlossen sich die Landgemeinde Groß Sittkeim und der Gutsbezirk Stenken ohne Exklave zur neuen Landgemeinde Stenken zusammen. Die Exklave des Gutsbezirks Stenken wurde mit den Gutsbezirken Groß Droosden und Seith (beide heißen heute Schurawljowka) und Meyken (Maiskoje) zur neuen Landgemeinde Groß Droosden, nun aber auch im Amtsbezirk Droosden, vereinigt. Die Einwohnerzahl Stenkens belief sich 1933 auf 208 und betrug 1939 noch 170.
Im Jahre 1945 kam Stenken mit dem nördlichen Ostpreußen zur Sowjetunion. Im Jahr 1947 erhielt der Ort die russische Bezeichnung Lipowka (lipa = Linde) und wurde gleichzeitig dem Dorfsowjet Slawjanski selski Sowet im Rajon Polessk zugeordnet. Von 2008 bis 2016 gehörte Lipowka zur Landgemeinde Turgenewskoje selskoje posselenije und seither zum Stadtkreis Polessk.

## Kirche
Überwiegend war die Bevölkerung Stenkens vor 1945 evangelischer Konfession somit in das Kirchspiel der Kirche Kaymen (1938–1946 Kaimen, heute russisch: Saretschje) eingepfarrt. Es gehörte zum Kirchenkreis Labiau in der Kirchenprovinz Ostpreußen der Kirche der Altpreußischen Union. Heute liegt Lipowka im Einzugsbereich der in den 1990er Jahren neu entstandenen evangelisch-lutherischen Kirchengemeinde Turgenewo (Groß Legitten) mit der aus der Ordenszeit stammenden Pfarrkirche. Sie ist Filialgemeinde der Auferstehungskirche in Kaliningrad (Königsberg) in der Propstei Kaliningrad der Evangelisch-lutherischen Kirche Europäisches Russland.